# Famille Bessenyey
La famille Bessenyey de Nagybessenyő (nagybessenyői Bessenyey en hongrois) est une ancienne famille de la noblesse hongroise.

## Origines
La famille remonte à Miklós (fl. 1283-1285), cité comme comte (comes en latin) et descendant d'un dénommé Wech.

## Membres notables
- Mihály I Bessenyei, vice-palatin de Hongrie (1459–1478).
- Mihály III Bessenyei (fl. 1557–1610), général de la cavalerie de Ecséd.
- Mihály V Bessenyei (fl. 1652–1695), alispán de Szabolcs, partisan de la conspiration anti-Habsbourg dite conspiration Wesselényi, il est exilé et fuit à Constantinople.
- Zsigmond I Bessenyei (fl. 1698-1714). Alispán de Szabolcs (1703), sénéchal (udvarmestere) des princes Tököly et Rákóczy, il fut un colonel de cavalerie kuruc.
- Sándor Bessenyei (hu)  († 1809), membre de la Garde du corps royale hongroise et poète. Frère su suivant.
- György Bessenyei (hu) (1746-1811), dit l'ermite du Bihar. Garde du corps impérial, poète et dramaturge, il fut l'une des personnalités dominantes des Lumières hongroises. Le Prix György Bessenyei (hu) est nommé en son honneur.
- Anna Bessenyei (hu) (1765-1859), poète hongroise, fille du précédent.
- Zénó Bessenyey (1880°), docteur en droit de l'Université de Kolozsvár, avocat, juge des nobles en chef du comitat de Zemplén (1905), commissaire du gouvernement à partir de 1925, membre du parlement de Hongrie et vice-président de la Chambre des représentants (1935), président du Comité des Travaux Publics (1935-1945), conseiller secret, rédacteur en chef de l'Avocat.

## Pour approfondir